# Giannozzo Manetti

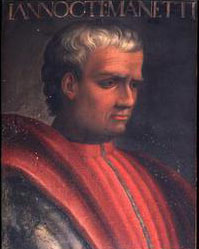
Giannozzo Manetti

Giannozzo Manetti (1396-1459) was een Florentijns humanist en diplomaat, afkomstig uit een rijke handelsfamilie.
Manetti was een leerling van de humanistische geleerde Ambrogio Traversari (1386-circa 1439) en een vriend van Leonardo Bruni (wiens lijkrede hij leverde). Hij diende als Florentijns ambassadeur in Venetië, Napels, Rome, Siena, en Rimini. In 1453 werd hij verbannen uit Florence vanwege zijn verzet tegen Cosimo de' Medici. Manetti woonde eerst voor twee jaar in Rome voordat hij zich in Napels vestigde. Aldaar werd hij bevriend met koning Alfonso, op wiens suggestie hij zijn verhandeling Over de waardigheid en verhevenheid van de mens schreef. 
Manetti was een erudiete man. Hij kende grondig Latijn en Grieks en voldoende Hebreeuws voor een vertaling van de Psalmen vanuit de oorspronkelijke tekst in plaats van zich op de Vulgaat te baseren. Zijn vertalingen van de geschriften van Aristoteles over ethiek werden veel gelezen. Hij schreef in de stijl van Cicero en voltooide een aantal biografische en historische werken. De belangrijkste daarvan waren Vitae Nicolai V. pontificis libri II (gepubliceerd 1734, Het leven van Paus Nicolaas V), en een beschrijving van het leven van de grootste dichters van Florence - Dante, Petrarca en Boccaccio  - die echter pas werd gepubliceerd in 1747. Dit laatste werk, Vitae Dantis, Petrarcae, Boccacci (Levens van Dante, Petrarca en Boccaccio), bevat een nog steeds invloedrijke vergelijkende evaluatie van deze dichters. In tegenstelling tot veel van zijn tijdgenoten waardeerde Manetti hun geschriften in de volkstaal bijna net zo hoog als die in het Latijn.

## Over de waardigheid en verhevenheid van de mens
Zijn belangrijkste verhandeling was De dignitate et excellentia hominis libri IV (Over de waardigheid en de verhevenheid van de mens), voltooid in 1452 en gedrukt in 1532. Daarmee reageerde hij op een boek van de leider van de Rooms-Katholieke Kerk, paus Innocentius III getiteld Over de ellende van de menselijke conditie, zoals de schrijvers Petrarca, Antonio da Barga en Bartolomeo Fazio voor hem deden. Manetti's zienswijzen gingen in tegen de argumenten van de paus en stelde daartegenover een optimistische kijk op de menselijke conditie. In 1584 veroordeelde de rooms-katholieke inquisitie het werk van Manetti.
Later zou Giovanni Pico della Mirandola de verhandelingen van Manetti met zijn eigen, beroemdere oratie Over de menselijke waardigheid navolgen. 